# Adoretus neghellianus
Adoretus neghellianus är en skalbaggsart som beskrevs av Gridelli 1939. Adoretus neghellianus ingår i släktet Adoretus och familjen Rutelidae. Inga underarter finns listade i Catalogue of Life.